# Pontypool - Zitto... o muori
Pontypool - Zitto... o muori (Pontypool) è un film del 2008 diretto da Bruce McDonald.

## Trama
Nella tranquilla cittadina canadese di Pontypool, un misterioso virus si diffonde a macchia d'olio. Tale virus fa impazzire le persone e le trasforma in assassini, spargendo morte e violenza in tutta la città. Grant Mazzy, lo speaker di un'emittente radiofonica locale e le sue assistenti, dall'interno del loro studio, tentano di trovare una spiegazione e informare la cittadinanza su quanto sta accadendo, fino a scoprire l'agghiacciante verità sul veicolo del virus.

## Produzione
Il soggetto è ispirato al romanzo di Tony Burgess Pontypool Changes Everything.

## Riconoscimenti
- Premio Chlotrudis - Miglior sceneggiatura non originale